# اشتوتسهایم
اشتوتسهایم (به فرانسوی: Stotzheim) یک کمون در فرانسه با جمعیت ۱٬۰۴۸ نفر است که در Canton of Barr واقع شده‌است.